# Гексаазот
Гексаазот — аллотропная форма азота, состоящая из линейных шестиатомных молекул N6. Кроме природного N2 это первый (и на 2025 год единственный) относительно стабильный аллотроп азота, хотя попытки синтеза различных иных, с большим двух количеством атомов азота, ведутся давно.

## Синтез
Синтез проводился при комнатной температуре с последующим улавливанием продуктов реакции на аргоновых матрицах при 10 K. Реакцию проводили пропуская газообразный хлор Cl2 через твёрдый азид серебра AgN3 под пониженным давлением при комнатной температуре. Образующийся азид хлора реагровал с азидом серебра с образованием N6. Выходящая смесь газов охлаждалась и оседала на твёрдом аргоне при температуре 10 К. Для проверки устойчивости соединения синтез был повторён с охлаждением до температуры кипения жидкого азота и гексаазот всё равно фиксировался.
Образование нового соединения фиксировалось на ИК-спектрах, которые хорошо совпали с расчётными. Для подтверждения результатов эксперимента учёные синтезировали гексаазот из меченого одним атомом 15N азида серебра и исследовали спектры получившихся соединений; при этом наблюдали три группы сигналов, которые они соотнесли с тремя вариантами N6, причём во всех случаях в получавшихся молекулах присутствовало два меченых атома и везде они были разделены минимум двумя «обычными» атомами 14N.

## Устойчивость
Образование соединения при температуре жидкого азота говорит о достаточной (для такого типа соединений) устойчивости. Были проведены квантово-химические расчёты времени полураспада гексаазота. При 77 K она оказывается равной 132 года, а при комнатной температуре лишь 35 мс.